# Spider-Man: Across the Spider-Verse
Spider-Man: Across the Spider-Verse är en amerikansk animerad superhjältefilm från 2023, samt en uppföljare till filmen Spider-Man: Into the Spider-Verse från 2018. Filmen är regisserad av Joaquim Dos Santos, Kemp Powers och Justin K. Thompson, som alla tre gör regidebut. I filmen får man återigen följa Marvel Comics-figuren Miles Morales (med röst av Shameik Moore) och hans äventyr som den nye Spider-Man. Med en speltid på 2 timmar och 20 minuter så är filmen den längsta amerikanska animerade filmen i historien.
Filmen hade biopremiär i Sverige den 2 juni 2023 (samma dag som i USA), utgiven av SF Studios. En tredje film, Spider-Man: Beyond the Spider-Verse och en kvinnofokuserad spinoff är under utveckling.

## Handling
Filmens handling centrerar sig, precis som i den förra Spider-Verse-filmen, av Miles Morales, som numera titulerar sig som den nye Spider-Man. Tillsammans med Gwen Stacy och ett gäng andra Spider-människor, färdas han raka vägen från sitt hem i Brooklyn och tvärs över multiversumet, för att återigen uppleva fler äventyr som superhjälte.

## Rollista (i urval)

### Engelska originalröster
Källa: 
- Shameik Moore – Miles Morales / Spider-Man
- Hailee Steinfeld – Gwen Stacy / Spider-Woman
- Jake Johnson – Peter B. Parker / Spider-Man
- Issa Rae – Jessica Drew / Spider-Woman
- Daniel Kaluuya – Hobart "Hobie" Brown / Spider-Punk
- Karan Soni – Pavitr Prabhakar / Spider-Man India
- Jason Schwartzman – Jonathan Ohnn / the Spot
- Brian Tyree Henry – Jefferson Davis
- Lauren Vélez – Rio Morales
- Jorma Taccone – Vulture
- Shea Whigham – George Stacy
- Oscar Isaac – Miguel O'Hara / Spider-Man 2099
- Andy Samberg – Ben Reilly / Scarlet Spider

### Svenska röster
Källa: 
- Eddie Hultén – Miles Morales / Spider-Man
- Happy Jankell – Gwen Stacy / Spider-Gwen
- Michael Blomqvist – Peter B. Parker / Spider-Man
- Nadja Halid – Jessica Drew / Spider-Woman
- Mikael Regenholz – Hobie Brown / Spider-Punk
- Arman Cho – Pavitr Prabhakar / Spider-Pavitr
- Kodjo Akolor – Dr. Jonathan Ohnn / Spot
- Peter Gardiner – Jefferson Davis
- Johanna Lazcano Osterman – Rio Morales
- Antonio Di Ponziano – Vulture
- Klas Wiljergård – Kommissarie George Stacy
- Danilo Bejarano – Miguel O'Hara / Spider-Man 2099